# Northwood (Londyn)
Northwood – osiedle w Londynie, w gminie London Borough of Hillingdon. W 2011 liczyło 10 469 mieszkańców.